# Franz Ferdinand von Mayern
Franz Ferdinand von Mayern (* 20. Januar 1799 in Wien; † 15. Januar 1889 in Preßburg) war ein österreichischer Offizier, Verwaltungsbeamter und Politiker.

## Leben

### Militärkarriere
Von Mayern war der Sohn eines Offiziers und katholischer Konfession. Er besuchte von 1809 bis 1817 die Ingenieur-Akademie in Wien und trat dann in das Militär ein. Er war von 1817 bis 1819 Fähnrich in einem Infanterieregiment in Wien und dann von 1819 bis 1823 Fähnrich in einem Ingenieurkorps, zunächst in Galizien, von 1821 bis 1822 in Salzburg und seit 1822 in Wien. 1829 wurde er zum Leutnant befördert. Er diente 1823 bis 1829 in einem Pionierkorps, zunächst in Salzburg. Von 1824 bis 1828 war er auch Professor der Mathematik und Mechanik an der Pionierschule in Korneuburg. Von 1828 bis 1829 war er Leiter des Baus der Pionierschule und der Kaserne in Tulln. Nach der Beförderung zum Oberleutnant war er 1829 bis 1832 Oberleutnant im Generalquartiermeisterstab, zunächst in Wien (Mitarbeiter der Landesbeschreibungsabteilung von Österreich), von 1830 bis 1831 in Lemberg (Projektierung von verschanzten Lagern) und seit 1831 in Linz als Leiter mehrerer Festungsbauten. Zwischen 1832 und 1838 war er Hauptmann im Generalquartiermeisterstab, zunächst in Linz und von 1836 bis 1838 als Chef der Generalquartiermeister-Stabsabteilung des 2. Armeekorps in Mailand.
Von 1838 bis 1843 diente er als Major im Generalquartiermeisterstab und Direktor der topographischen Kanzlei des Generalquartiermeisterstabs in Wien (Bauleiter beim Neubau des militärgeographischen Instituts) und von 1843 bis 1847 als Oberstleutnant. Dabei war er von 1843 bis 1846 Kanzleidirektor des Generalquartiermeisterstabs in Wien und von 1846 bis 1847 Chef der Generalquartiermeister-Stabsabteilung beim schlesischen Armeekorps in Galizien und Krakau. Zwischen 1847 und August 1849 war er Oberst im Generalstab und Unterdirektor des militärgeographischen Instituts in Wien. Daneben war er vor 1848 auch Präsident einer Dampfmaschinen-Aktiengesellschaft.

### Politik
Vom 18. Mai 1848 bis zum 1. Februar 1849 vertrat er den Wahlkreis 4. Österreich unter der Enns (Wien, Wieden) in der Frankfurter Nationalversammlung. Im Parlament schloss er sich der Fraktion Casino an. Nachfolger in der Nationalversammlung wurde Johann Perthaler. Ab dem 3. Juni 1848 gehörte er dem Ausschuss für die Prüfung der Anträge in Bezug auf die provisorische Zentralgewalt an. Ab dem 5. Juni 1848 war er Mitglied und stellvertretender Vorsitzender des Ausschusses für Volksbewaffnung und Heerwesen und vom 10. Juli 1848 an der Kommission für Vorbereitung des Empfangs des Reichsverwesers.

### Zivilbeamter
Nach der Rückkehr aus Frankfurt wirkte er als Zivilbeamter. Von August 1849 bis 1859 war er Ministerialrat im österreichischen Handelsministerium als Chef der Sektion für öffentliche Bauten in Wien. In dieser Funktion setzte er sich für die Wiener Stadterweiterung und für die Auflassung der Befestigungsanlagen ein. Er war an der Entwicklung des Transportwesens, am Bau der Semmeringbahn und an verschiedenen Straßen- und Hafenbauten beteiligt. Nach 1849 war er auch Mitglied der Zentralkommission zur Erforschung und Erhaltung der Baudenkmale in Wien.
Im Jahr 1859 trat er in den Ruhestand und lebte dann in Preßburg.

## Werke
Er war Verfasser militärwissenschaftlicher und ökonomischer Schriften. Dazu zählte auch die Schrift
- „Über den Geist der Befestigungskunst in den verschiedenen Geschichtsepochen“, Wien 1848, Digitalisat.